# Mörtträsket (Arvidsjaurs socken, Lappland, 730778-167168)
Mörtträsket är en sjö i Arvidsjaurs kommun i Lappland och ingår i Piteälvens huvudavrinningsområde. Sjön har en area på 0,107 kvadratkilometer och ligger 332,1 meter över havet. Mörtträsket ligger i Piteälven Natura 2000-område.

## Delavrinningsområde
Mörtträsket ingår i det delavrinningsområde (730888-167180) som SMHI kallar för Inloppet i Sauturjaure. Medelhöjden är 362 meter över havet och ytan är 9,66 kvadratkilometer. Räknas de 4 avrinningsområdena uppströms in blir den ackumulerade arean 38,72 kvadratkilometer. Lullejaurbäcken som avvattnar avrinningsområdet har biflödesordning 3, vilket innebär att vattnet flödar genom totalt 3 vattendrag innan det når havet efter 154 kilometer. Avrinningsområdet består mestadels av skog (77 procent). Avrinningsområdet har 0,91 kvadratkilometer vattenytor vilket ger det en sjöprocent på 9,4 procent.